# Eosentomon belli
Eosentomon belli är en urinsektsart som beskrevs av Yin 1982. Eosentomon belli ingår i släktet Eosentomon och familjen trakétrevfotingar. Inga underarter finns listade i Catalogue of Life.